# Blas Cantó
Blas Cantó Moreno, född 26 oktober 1991 i Ricote, är en spansk sångare och låtskrivare. Han är mest känd för att ha varit medlem i bandet Auryn tills han valde att satsa på en solokarriär 2017. I september 2018 släppte han sitt debutalbum Complicado som hamnade på förstaplatsen på den spanska albumlistan.
Blas Cantó representerade Spanien i Eurovision Song Contest 2020 med låten "Universo". Låten kom dock inte att få tävla live eftersom 2020 års liveshower i Rotterdam ställdes in på grund av coronavirusutbrottet 2019–2021. Blas Cantó representerade istället Spanien i Eurovision Song Contest 2021 med en ny låt.